# Tobias Richloow Forsberg
Tobias Richloow Forsberg, född Forsberg 5 april 1988 i Piteå, Norrbottens län, är en svensk före detta ishockeyspelare (forward).

## Biografi
Forsbergs moderklubb är i Munksunds SSK och han var med i Norrbottens TV-pucken-lag både 2003/2004 och 2004/2005. Under dessa år hade han dessutom en plats i svenska U-16- respektive U-17-landslaget. Han var även med i U-18-landslaget 2005/2006 och tog VM-silver med U-20-landslaget 2007/2008. Säsongen 2007/2008 fick han en plats i Modo Hockey, men lånades även ut några matcher till Björklöven. 2009–2011 spelade Forsberg i VIK Västerås Hockey, men från 2011 spelade han i Leksands IF.
I en match mot Almtuna den 26 december 2018 åkte Forsberg in i sargen med nacken före och ådrog sig en allvarlig skada som gjorde honom förlamad från bröstet och neråt. Säsongen 2020/21 började Tobias Forsberg att delta som expertkommentator i C More.

### Familj

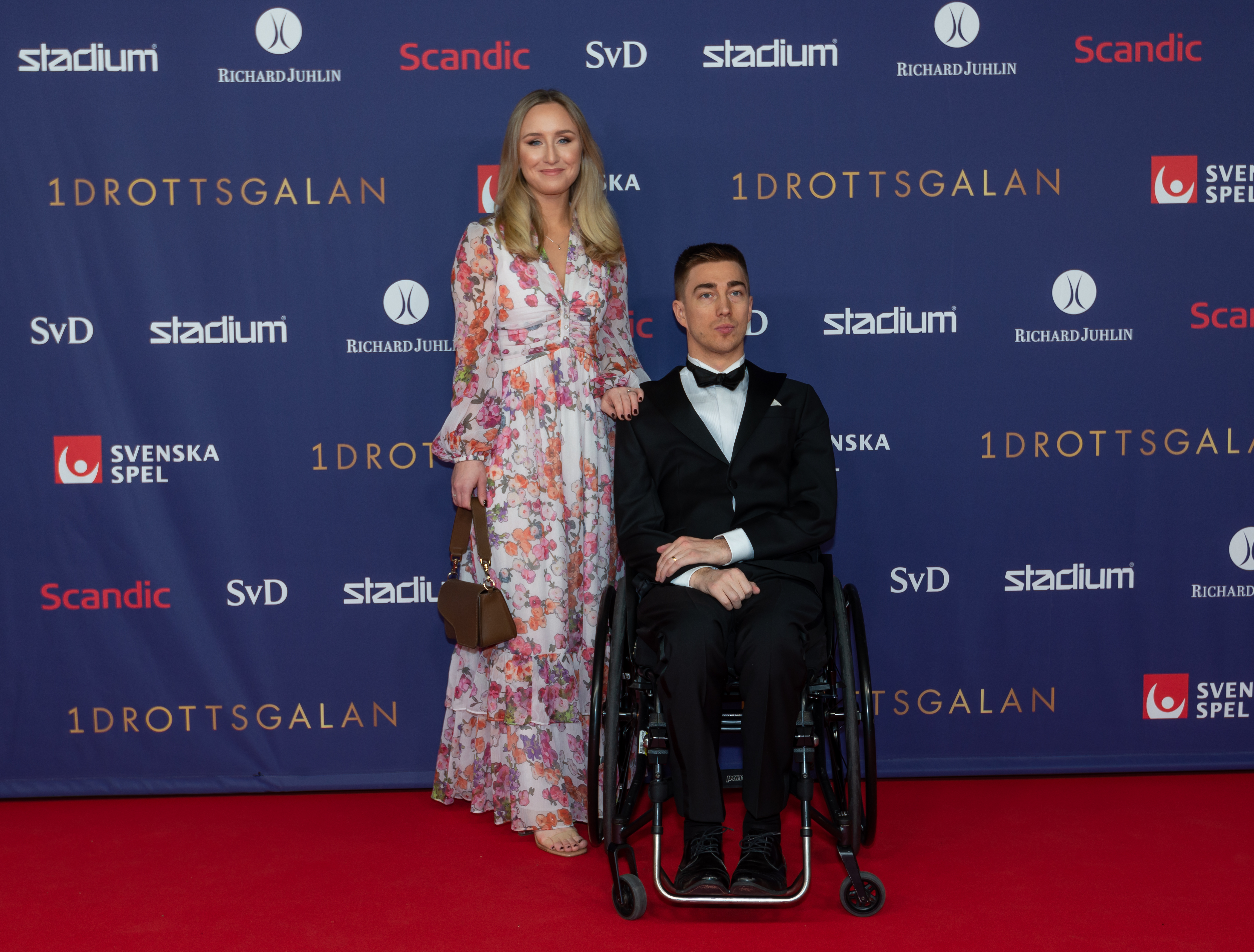
Filippa Norr Richlow och Tobias Forsberg på Idrottsgalan 2023.

Tobias Richloow Forsberg är sedan 2021 gift med Filippa Norr Richlow. Han är yngre bror till ishockeyspelaren Johan Forsberg.